# DSV-Segellehrerlizenz A

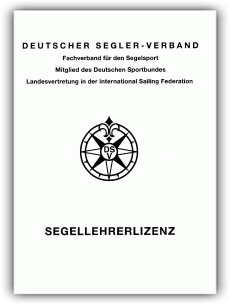
Segellehrerlizenz

Die DSV-Segellehrerlizenz A ist ein Nachweis des Deutschen Segler-Verbands, die dem Inhaber die Fähigkeit bescheinigt, Segelschüler zum Sportbootführerschein Binnen und zum Sportbootführerschein See ausbilden zu können.

## Voraussetzungen
Um zur Prüfung zum Erwerb der DSV-Segellehrerlizenz A zugelassen zu werden, muss der Bewerber folgende Voraussetzungen erfüllen:
- seit mindestens zwei Jahren Sportbootführerschein Binnen mit Antriebsmaschine und unter Segel und Sportbootführerschein See oder Sportküstenschifferschein mit Antriebsmaschine und unter Segel
- Fachkundenachweis für Seenotsignalmittel
- UKW-Sprechfunkzeugnis für den Binnenschifffahrtsfunk
- Beschränkt gültiges Funkbetriebszeugnis
- Rettungsschwimmabzeichen
- Nachweis der Hospitation von mindestens 40 Stunden an einer DSV-anerkannten Segelschule
- Mindestalter 18 Jahre
- Deutsch als Muttersprache oder Nachweis über ausreichende Deutschkenntnisse

## Prüfung
Die Prüfung gliedert sich in folgende Teile:
- Theoretische Lehrprobe: Der Bewerber muss zu zwei Themen je eine 45-minütige Unterrichtseinheit schriftlich vorbereiten und beim DSV einreichen. Die Unterrichtseinheiten müssen vor der Prüfungskommission gehalten werden.
- Praktische Lehrprobe: Der Bewerber muss vor der Prüfungskommission eine praktische Unterrichtseinheit abhalten. Die Einheit muss direkt am Wasser oder auf einem Wasserfahrzeug abgehalten werden.
- gegebenenfalls kooperative Prüfungsgespräche zur Lernstandserhebung, theoretischen und/oder praktischen Lehrprobe.

## Befähigung
Segellehrer ist keine geschützte Berufsbezeichnung. Das bedeutet, dass sich prinzipiell jeder Segellehrer nennen darf. Eine DSV-Segellehrerlizenz ist somit ein freiwilliger Nachweis über die Fähigkeit, Segelschüler ausbilden zu können. Die Lizenz soll dem Segelschüler den Nachweis darüber geben, dass der Ausbilder einen vom DSV geprüften Wissensstand hat.
Inhaber einer DSV-Segellehrerlizenz dürfen sich DSV-Segellehrer nennen.